# Bop Gun (Homicide: Life on the Street)
"Bop Gun" é o primeiro episódio da segunda temporada da série policial Homicide: Life on the Street. Ele foi exibido pela primeira vez nos Estados Unidos no dia 6 de janeiro de 1994 pela NBC. No episódio, a unidade de homicídios de Baltimore investiga o assassinato da esposa de um turista, interpretado por Robin Williams.
O episódio foi escrito por David Mills e David Simon baseados em uma história criada pelo produtor executivo Tom Fontana, e direção de Stephen Gyllenhaal. Em resposta aos comentários da emissora e aos baixos índices de audiência da primeira temporada, "Bop Gun" marcou várias mudanças na série, incluindo um estilo visual menos sombrio e um foco maior em um enredo único, ao invés de vários sub-enredos. Foi um dos primeiros episódios a se focar principalmente na vítima do homicídio, ao invés de nos detetives. Simon achou que os diálogos eram realistas, especialmente o humor negro empregado pelos detetives para lidarem com os horrores de seu trabalho.
Williams havia anteriormente trabalhado com Barry Levinson, produtor executivo de Homicide: Life on the Street, nos filmes Good Morning, Vietnam e Toys. Isso gerou especulações que diziam que o ator aceitou o papel em "Bop Gun" apenas por consideração a Levinson, porém ele afirmou várias vezes que foi por realmente admirar a série. Um jovem Jake Gyllenhaal, filho do diretor do episódio, aparece como um dos filhos do personagem de Williams. O episódio também marca a estreia de Chris Tergesen como o coordenador musical da série, o que resultou no uso de mais canções do que em episódios anteriores, incluindo "Killer", de Seal, e "Feels Like Rain", de Buddy Guy.
"Bop Gun" foi assistido por 16,3 milhões de telespectadores, uma das audiências mais altas da semana, em parte graças ao interesse na aparição de Williams. O episódio foi bem recebido, com vários críticos elogiando a interpretação dramática de Williams. "Bop Gun" venceu o Writers Guild of America Award de Melhor Roteiro para um Drama Episódico. Williams também recebeu uma indicação ao Primetime Emmy Award de Melhor Ator Convidado em Série Dramática.

## Enredo
Beau Felton e Kay Howard investigam o assassinato de uma mulher de Iowa que foi baleada em frente de seu marido, Robert Ellison, e seus dois filhos durante um assalto. Já que a vítima é uma turista, o caso atrai uma atenção considerável da mídia, oficiais da cidade e da polícia. Tim Bayliss tenta interrogar as duas crianças, porém Ellison o impede, dizendo que a experiência já é traumática de mais para eles. Depois de obter informações com capangas de rua, a polícia prende Marvin, que possui um revólver .45 mm que combina com as balas encontradas no corpo da vítima. Um lúgubre Ellison ouve Feldon fazer piadas sobre a investigação e a hora extra que ele espera receber do caso. Ele furiosamente exige que Feldon seja retirado do caso, porém Al "Gee" Giardello o acalma e explica que os detetives tem que ficar distantes emocionalmente das vítimas porque eles encontram muitas. Ellison leva seus filhos de volta para o hotel, onde sua filha Abby se recusa a acreditar na morte da mãe, e seu filho Matt se recusa a falar com o pai.
A polícia prende um segundo suspeito chamado Tweety, que foi encontrado com o medalhão roubado da vítima. Os detetives interrogam Marvin e Tweety separadamente até Tweety identificar o atirador como Vaughn Perkins, de 19 anos. Howard fica surpresa ao descobrir que Perkins tem um histórico criminal praticamente limpo, e sua família insiste que ele nunca mataria alguém. Perkins é preso, porém Ellison não consegue identificar nenhum dos suspeitos porque ele não se lembra de seus rostos. Enquanto isso, Ellison vê o corpo de sua mulher no necrotério, ficando triste porque as roupas e o anel de casamento foram tirados. Bayliss mais tarde devolve o anel, e Ellison admite se sentir culpado por não ter protegido sua esposa ou por não ter parado o atirador. Ele pede para segurar a arma de Bayliss para saber como é a sensação, e o detetive deixa, relutamente.
Howard interroga Perkins várias vezes, acreditando que ele está assumindo a culpa por seus dois amigos. Perkins não diz nada, porém eventualmente escreve uma carta para Ellison se desculpando. Felton fecha o caso apesar do protestos de Howard para um tempo maior de investigações. Perkins admite ser culpado de sua acusação e insiste em ser condenado a prisão perpétua sem direito a condicional. Marvin e Tweety são sentenciados a 30 anos de prisão, porém Ellison admite não se sentir melhor porque sua esposa ainda está morta. Howard tenta entregar a carta de Perkins, porém Ellison se recusa a aceitar. Howard eventualmente fala diretamente com Perkins na prisão, onde o prisioneiro admite ter segurado a arma durante o assalto porque ele achou que, com a arma, ele poderia controlar a situação e impedir que qualquer um fosse ferido. Ele diz ter perdido o controle do assalto, e insiste na prisão perpétua para se redimir. Howard, devastada, finalmente concorda com a opinião de Felton que Perkins realmente era o atirador.

## Produção
Apesar de muito elogiada, Homicide: Life on the Street sofreu com baixas audiências durante sua primeira temporada, fazendo com que a NBC considerasse cancelá-la. Depois de uma primeira temporada com nove episódios, a emissora aprovou a produção de mais quatro para a segunda temporada como um teste para determinar se o programa iria continuar ou não. O roteiro de "Bop Gun" foi completado antes do final da primeira temporada, porém os executivos da NBC pediram vários refinamentos – incluindo um número menor de subenredos e menos movimentos de câmera – antes de aprovarem uma segunda temporada. Em uma tentativa para apaziguar a emissora e melhorar a audiência, os produtores executivos Barry Levinson e Tom Fontana tentaram fazer mudanças sutis para deixar a série mais apelativa ao grande público, ao mesmo tempo tentando manter sua integridade e originalidade. Com "Bop Gun", os produtores diminuiram levemente o estilo visual sombrio e o uso de câmeras de mão. É também o primeiro episódio a se focar em uma única história, ao invés de vários subenredos, o que de acordo com Fontana permitiu que os roteiristas contassem a história principal de uma forma muito melhor. Fontana comentou as mudanças na série, "Estávamos experimentando com os nove primeiros episódios. Sempre que você tenta algo novo, você tende a errar em alguns pontos do pioneirismo. Porém preferimos ter mais pessoas assistindo, então as cores e a iluminação estão um pouco mais brilhantes, e os movimentos de câmera não são tão gritantes". "Bop Gun" marcou o primeiro episódio com Jean de Segonzac como diretor de fotografia. A primeira cena do episódio, que mostra os eventos imediatamente anteriores ao assassinato, justapõe planos da família Ellison admirando as atrações turísticas de Baltimore com os assaltantes jogando basquete antes de seguir a família. A fotografia mostra os lados diferentes de Baltimore ao apresentar a família Ellison em planos coloridos como uma propaganda turística, com os outros planos mostrando uma imagem mais dura da cidade.

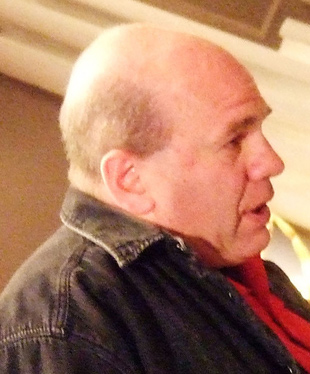
David Simon (foto) escreveu o episódio junto com David Mills.

"Bop Gun" também foi o primeiro episódio exibido em uma novo horário, quintas-feiras às 22h, ocupando o horário ocupado anteriormente por L.A. Law. A série era exibida às quartas-feiras às 21h, onde era regularmente superada na audiência pela comédia Home Improvement, da ABC. O episódio foi escrito por David Mills e David Simon baseados em uma história criada por Fontana. Ele foi dirigido por Stephen Gyllenhaal, um diretor de cinema mais conhecido por filmes como Waterland e A Dangerous Woman. Foi o primeiro roteiro televisivo escrito por Mills, que anteriormente havia trabalhado como repórter e se tornou amigo de Simon enquanto estudavam jornalismo na Universidade de Maryland. Mills disse, "O roteiro me fez sair do jornalismo. Foi uma oportunidade de ouro, apesar de não saber o que eu estava fazendo. Desenvolvi hábitos ruins como escritor de jornal. Eu sempre estenderia um projeto para ocupar meu tempo livre". "Bop Gun" também se diferenciou dos episódios anteriores de Homicide: Life on the Street ao se focar na vítima do assassinato, ao invés que nos detetives. Simon achou que os diálogos, particularmente o uso de humor negro por parte dos detetives como um mecanismo para lidar com os horrores da unidade de homicídios, eram fieis à realidade. Ele particularmente citou a cena em que Felton deixa Ellison nervoso ao falar com animação sobre a hora extra que espera receber. Simon disse, "Aquela é uma conversa que aconteceria. Aconteceria em qualquer unidade de homícidios dos Estados Unidos, e quando eu vi ela realmente acontecer fiquei muito feliz porque pensei, 'Sempre quando detetives de homicídios assistirem isso, eles darão risada porque sabem que isso é verdade'".
"Bop Gun" originalmente foi escrito com a intenção de ser o último episódio da temporada, porém a NBC decidiu fazer dele o primeiro na esperança de aumentar a audiência com a aparição de Robin Williams. William interpretou Robert Ellison, o marido de uma turista assassinada. Vários veículos midiáticos indicaram que Williams aceitou o papel em consideração a Levinson, que o dirigiu nos filmes Good Morning, Vietnam e Toys. Porém Fontana disse que o ator concordou em interpretar o papel por ter uma impressão positiva tanto da série quanto do roteiro de "Bop Gun" em particular. Fontana disse, "[Williams] leu o roteiro, respondeu instantaneamente e disse, 'Quando você me quer lá?' Ele não poderia estar mais preparado e ter sido mais cavalheiro com todos, e ele trabalhou muito bem. Toda a experiência foi um prazer". Williams comentou o programa, "Visualmente, era tão diferente que qualquer outra coisa na televisão". Apesar do ator ser mais conhecido por seus papéis cômicos, os produtores de Homicide: Life on the Street e o próprio Williams conscientemente decidiram se manter fieis ao roteiro original, rejeitando a ideia de colocar humor ou piadas no episódio. As cenas de Williams foram filmadas em três dias, e os atores acharam que os papéis foram emocionalmente desgastantes. Fontana disse, "[Williams] trabalhou como um cachorro. Foi um evento muito especial para nós. Muito intenso".
Jake Gyllenhaal, então com 13 anos, filho do diretor do episódio, fez uma de suas primeiras aparições como ator em "Bop Gun" interpretando Matt, filho de Robert Ellison. Williams e o regular Richard Belzer já se conheciam por terem trabalhado em um especial cômico produzido pela HBO, apesar deles nunca terem atuado juntos. Os dois frequentemente brincavam entre as tomadas, exceto durante as cenas mais dramáticas. O episódio também tem Vincent Miller, uma ator que trabalha principalmente em Washington, D.C., como Tweety.

## Música
Com canções como "Killer", de Seal, e "Fells Like Rain", de Buddy Guy, tocando no volume máximo, Homicide de repente pareceu mais imperativo e mais legal.

— David P. Kalat, autor de
Homicide: Life on the Street:
The Unofficial Companion
"Bop Gun" foi o primeiro episódio a ter Chris Tergesen como o coordenador musical, e dessa forma mais canções aparecem do que em episódios anteriores. Durante a cena de abertura, a canção "Killer", de Seal, toca sobre uma breve montagem de imagens de Perkins, enquanto Marvin e Tweety se preparam para assaltar a família Ellison. Quando é preso, Marvin está usando fones de ouvido, ouvindo a canção "Get Off My Back", de Public Enemy. A canção "Chinese Arithmetc" da dupla Eric B. & Rakim toca durante a cena em que Marvin e Tweety são interrogados simultaneamente pela polícia. "Feels Like Rain", do cantor e guitarrista Buddy Guy, toca quando Howard chega para falar com Perkins na prisão, e quando ela deixa o lugar, na cena final do episódio. A canção "Don't Start Me to Talkin'", do tocador de gaita Sonny Boy Williamson II, também aparece no episódio.
Tergesen era fã da banda de funk Parliament-Funkadelic, e como resultado o episódio possui várias referências ao grupo. O título do episódio é derivado da canção "Bop Gun (Endangered Species)", e durante uma cena um dos criminosos afirma ter atirado em alguém e destruído um disco raro de Eddie Hazel, um membro do Funkadelic. Além disso, o personagem Marvin é creditado como Kid Funkadelic.

## Repercussão

### Audiência
Em sua exibição original nos Estados Unidos, no dia 6 de janeiro de 1994, "Bop Gun" foi assistido por 16,3 milhões de telespectadores, uma audiência mais alta do que o usual para Homicide: Life on the Street em grande parte devido a aparição de Robin Williams. O episódio recebeu um Nielsen rating de 17.3 e uma participação de 28%, os números mais altos para uma série das 22h desde janeiro de 1992. A audiência colocou o episódio entre os dez programas mais assistidos do Nielsen Rating da semana, tendo números de audiência melhores que L.A. Law, que normalmente vencia o horário das 22h às quintas-feiras. Warren Littlefield, presidente da NBC Entertainment, disse que a audiência "excedeu em muito as expectativas", e disse esperar o retorno da série em uma terceira temporada se os números de audiência continuassem fortes. Littlefield comentou a audiência da série:
| “ | Estes são números espetaculares para uma série de televisão dramática. Se conseguirmos manter um nível razoável de audiência, acreditamos no trabalho, acreditamos na equipe criativa que temos, talvez o elenco mais extraordinário de toda a televisão. Só queremos continuar vendo sinais de vida. | ” |

### Crítica
É um episódio formidável, com uma maravilhosa e inesperdamente discreta interpretação de Williams. Nada na hora parecia simples ou formulático. É diferente da maioria dos programas.

— Benjamin Morrison, crítico
"Bop Gun" foi bem recebido pela crítica, sendo eleito pelo The Baltimore Sun como um dos dez melhores episódios do programa. David Zurawik disse que a direção de Stephen Gyllenhaal foi tão boa quanto qualquer um de seus filmes, e disse que o roteiro era "um dos roteiros mais ambiciosos que você verá na televisão esse ano". Lon Grahnke do Chicago Sun-Times deu ao episódio sua nota máxima, quatro estrelas, chamando a interpretação de Williams de "uma performance dramática penetrante". Grahnke também disse, "Em uma hora, 'Bop Gun' fala mais sobre armas de fogo, tragédias urbanas, vítimas de crimes e políticas raciais do que qualquer congressista tentando culpar a televisão pela violência de nossa sociedade". O crítico da Entertainment Weekly, Ken Tucker, elogiou o episódio, complemetando, "Não deixe Williams te distrair do assunto principal aqui: as brilhantes cenas de investigação e as interpretações excepcionais das coestrelas Daniel Baldwin e Melissa Leo". Kate O'Hare, do St. Louis Post-Dispatch, elogiou "Bop Gun" por se focar na caracterização e nos diálogos ao invés que na ação, comentando o episódio, "Com uma mistura de intensas emoções, trabalho policial obstinado e brincadeiras humoradas por parte dos detetives, 'Bop Gun' exemplifica a filosofia de Homicide". David P. Kalat, autor de Homicide: Life on the Street - The Unofficial Companion, o chamou de "fatigante", e que a interpretação de Williams era "provavelmente sua melhor interpretação não-cômica". Jonathan Storm escrevendo para o The Philadelphia Inquirer aplaudiu o elenco, a "arte visual da câmera" e o "diálogo realista e quase letrado" de "Bop Gun".
Benjamin Morrison, do The Times-Picayune, elogiou a interpretação "inesperadamente discreta" de Williams, também elogiando o episódio por não ser simples ou formulático. Ele sugeriu que telespectadores que já foram vítimas de crimes ficariam tocados pelo roteiro. Hal Boedeker, crítico televisivo do The Miami Herald, chamou o episódio de "hora intransigente". Ele disse que Williams "impressiona em cada cena", e elogiou o roteiro por não passar por cima de certos tópicos como muitos programas de televisão fazem, "medindo totalmente o peso da dor" ao invés disso. Elaine Liner do Corpus Christi Caller-Times descreveu a interpretação de Williams como "emocionante", porém elogiou muito os roteiristas por "levarem o programa a um outro nível" ao fazer o criminoso simpático e tridimensional, não apenas a vítima. Liner disse, "Fontana é bem sucedido ao mostrar os personagens em ambos os lados da tragédia". Bob Langford, escrevendo para o The News & Observer, chamou o episódio de "brilhante" e o elogiou por não se focar no crime mas nos efeitos dele, como também nas representações realistas sobre a questão racial, como as preocupações que a criminalidade iria afastar turistas brancos. Langford disse que o episódio às vezes era maçante, mas disse "Algumas vezes, um bom sermão é o que precisamos. É incrível que um tão poderoso tenha vindo de uma série de televisão".
Adam Sandler da Variety aplaudiu o elenco, a histeria e confusão transmitida através da direção de Gyllenhaal, e os "temas de insensibilidade policial, direitos das vítimas e famílias disfuncionais" no roteiro. Harriet Winslow, do The Washington Post, chamou a interpretação de Williams de comovente e fascinante, salientando que ela não ofuscou os outros atores, sendo uma "homenagem a qualidade do elenco". John J. O'Connor para o The New York Times afirmou que o episódio era "extraordinário", comentando "A falta de sentido do assassinato é capturada dolorosamente". Gail Pennington, crítica televisiva do St. Louis Post-Dispatch, elogiou a "interpretação controlada" de Williams como também várias "cenas formidáveis". Entre elas estava a explicação de Gee de como a polícia usa o humor como uma tampôra para os horrores de seu trabalho, e a cena em que os detetives interrogam simultaneamente os dois suspeitos em salas diferentes, que ela afirmou ser "tão bem coreografada como o Balé Bolshoi".
Nem todas as críticas foram positivas. Ed Bark do The Dallas Morning News disse que a interpretação de Williams era "um esforço, por vezes, excessivamente transparente em sua tentativa de mostrar a dor das vítimas sobreviventes", e que o episódio "faz hora extra" para que o mundo fique parecido com um "lugar sombrio e assustador". Bark também afirmou que o programa se fez de "alvo para acusações de racismo" pelos três assassinos serem negros, mas elogiou o roteiro por fazer um dos criminosos alguém simpático. Tom Shales do The Washing Post disse que os roteiristas "se esforçaram um pouco de mais" para criar solidariedade por um dos suspeitos, e que o episódio sofre da ausência do ator Andre Braugher, que interpreta o Detetive Frank Pembleton. Entretanto, Shales também elogiou Williams e disse que "Bop Gun" foi particularmente poderoso pelo fato da violência ocorrer fora de tela. Buzz McCain, colunista do The Washington Times, definiu o episódio como "irritante" e "tão sem sentido quanto o assassinato". Ele particularmente críticou o roteiro, que ele afirmou ser cheio de clichês, e os extensos momentos em que Williams fala sobre o roubo. Em um artigo posterior, ele escreveu, "Nada que eu tenha escrito nessa coluna gerou tantas respostas viscerais como meus nove parágrafos sobre ["Bop Gun"]". Além das respostas de fãs furiosos, McCain recebeu uma ligação telefônica de David Mills que "simplesmente queria saber alguma instrospecção do que eu especificamente não tinha gostado em seu episódio e como os roteiristas poderiam melhorar na próxima vez".
A interpretação de Robin Williams esteve na lista das dez melhores aparições convidadas na história da televisão, compilada pelo Star Tribune em abril de 2001.

### Prêmios
"Bop Gun" venceu o Writers Guild of America Award de Melhor Roteiro para um Drama Episódico. Ele derrotou episódios de Northern Exposure e NYPD Blue, além de "A Many Splendored Thing", outro episódio da segunda temporada de Homicide. Robin Williams também recebeu uma indicação ao Primetime Emmy Award na categoria de Melhor Ator Convidado em Série Dramática. Foi a única indicação ao Emmy que Homicide: Life on the Street recebeu no Emmy Awards 1994; a série tinha recebido quatro indicações no ano anterior. Williams perdeu o prêmio para Richard Kiley por sua interpretação em um episódio da série Picket Fences, da CBS; os outros indicados eram Dan Hedaya, James Earl Jones e Tim Curry.